# V Rising
V Rising — відеогра в жанрі симулятора виживання, розроблена компанією Stunlock Studios. Спочатку вийшла у ранньому доступі 17 травня 2022 року, а повноцінний реліз відбувся через два роки, коли 11 червня 2024 року вийшла версія для PlayStation 5. За тиждень продажі гри перевищили мільйон копій.

## Ігровий процес
V Rising — це гра про будівництво поселень та виживання у відкритому світі. Гравець виступає в ролі нещодавно воскреслого вампіра. Гравець збирає матеріали, щоб виготовити досконаліші матеріали та предмети, щоб збудувати особистий замок. Потім він повинен перемогти ворогів, щоб відкрити нові здібності та технології. Також необхідно підтримувати рівень крові вампіра, харчуючись жертвами.  Щоб вижити, гравці повинні задовольняти потреби та уникати небезпек, характерних для вампірів, таких як регулярне споживання крові та уникнення сонця .
Гравці споживають кров ворожих неігрових персонажів (NPC), виконуючи певну дію, коли NPC знаходиться при смерті. Кожному NPC присвоюється певна категорія крові залежно від його фракції, а також якість крові, яка призначається випадковим чином при народженні NPC. Категорії крові надають гравцеві певні переваги, функціонуючи подібно до класів персонажів. Якість крові визначає силу та діапазон переваг .
У V Rising існує денний і нічний цикл. Як тільки гравець перебуває в прямому контакті з сонячним світлом довше, ніж кілька секунд, він починає отримувати ушкодження. Це припиниться лише тоді, коли гравець відійде в тінь, зайде на критий майданчик або помре. Часник діє аналогічно, за винятком того, що накладає негативний ефект статусу, який стає гіршим, чим довше гравець перебуває під впливом світла. Ефект статусу збільшує шкоду, яку отримує гравець, і зменшує шкоду, яку він наносить .
У всіх п'яти біомах є території, на яких гравці можуть будувати замки. Захоплення території досягається розміщенням предмета, відомого як «Серце замку». Після розміщення, воно повинно бути забезпечене ігровою валютою під назвою Blood Essence, інакше воно занепаде. Серце замку, що руйнується, призводить до того, що споруди стають вразливими для нападників, а ремісничі станції перестають працювати. Для того, щоб побудована гравцем споруда могла бути класифікована як замок, який дає дах для захисту від сонця, стіни повинні бути кам'яними, а підлога - будь-якою.  Гравці можуть вільно переміщати об'єкти в межах заявленої території (за деякими винятками), в тому числі контейнери для зберігання і крафтові станції, навіть якщо в них є предмети.  З виходом оновлення «Секрети Глумрота» гравці можуть додавати до своїх замків кілька рівнів, з технічним максимумом до 6 поверхів. 
Ігрові сесії V Rising проводяться на серверах, які працюють у режимі «гравець проти оточення» (PvE) або «гравець проти гравця» (PvP). Для PvP існує три варіації: стандартна, з повним лутом і дуетна. Стандартний представляє типові механіки PvP, такі як напади на замки та можливість гравців битися і грабувати один одного. Повна здобич схожа на стандартну з екіпіровкою гравця, яка визначає прогрес гравця,  а також може бути забрана. Крім того, ворожі замки можуть бути повністю зруйновані, що змусить їхніх власників починати все спочатку. Дует схожий на стандартний, з тією лише різницею, що фракції не можуть складатися більше ніж з двох членів .

## Критика
В огляді дочасного доступу IGN зазначається, що аспекти ремісництва у грі забирають багато часу, але дизайн босів та рольові бої чудові.

## Продажі
V Rising було продано понад 500 000 копій за перші три дні після випуску в дочасному доступі. До 25 травня загальний тираж зріс до мільйона примірників. Версія для PlayStation 5 вийшла 11 червня 2024 року.